# مارک هالسی
 مارک هالسی  (به انگلیسی: Mark Halsey) (زاده ۸ ژوئیه ۱۹۶۱) داور اهل انگلستان است.
وی داوری را از دهه ۱۹۹۰ شروع کرده و از سال ۲۰۰۰ تا ۲۰۰۶ میلادی در لیست داوران فیفا قرار داشته‌است.